# Bylong
De Bylong is een rivier in het oosten van de Australische bondsstaat New South Wales. Zij ontspringt op de Goat Mountain ten oosten van Mudgee. Zij stroomt in oostelijke richting en mondt bij Meads Crossing in het Nationaal park Goulburn River in de Goulburn River uit.

## Zijrivieren
(met hoogte samenvloeiingspunt)
- Reedy Creek – 508 m
- Wattle Creek – 343 m
- Cousins Creek – 289 m
- Lee Creek – 266 m
- Growee River – 254 m
- Dry Creek – 248 m
- Coggan Creek – 223 m